# Ecóis
Ecóis (ekois) são um povo da África Ocidental que habita a Nigéria ao sul do estado de Rio Cross, sobretudo em Acampa, Icom e Calabar, bem como além da fronteira nigeriana no oeste dos Camarões. Estão intimamente relacionados aos efiques e ibibios. Eles falam as chamadas línguas ecoides.